# Guy Sparrow
Guy Paul Joseph Sparrow (Pontiac, Míchigan, 2 de noviembre de 1932) es un exjugador de baloncesto estadounidense que disputó tres temporadas en la NBA, además de jugar en la EPBL. Con 1,98 metros de estatura, jugaba en la posición de ala-pívot.

## Trayectoria deportiva

### Universidad
Jugó durante tres temporadas con los Titans de la Universidad de Detroit Mercy, en las que promedió 19,5 puntos y 13,0 rebotes por partido. Fue el máximo anotador de la historia de los Titans hasta ser sobrepasado por Dave DeBusschere. Fue incluido en el mejor quinteto de la Missouri Valley Conference en 1954 y 1955, tras liderar ese último año la conferencia en rebotes, con 18,8 por partido.

### Profesional
Fue elegido en la vigésimo primera posición del Draft de la NBA de 1955 por New York Knicks, donde en su primera temporada promedió 11,1 puntos y 6,4 rebotes por partido.
Mediada la temporada siguiente fue traspasado a los Philadelphia Warriors a cambio de Jack George, donde acabó la temporada promediando 3,8 puntos y 2,5 rebotes por partido. Tras ser despedido poco después de comenzada la temporada 1959-60, acabó su carrera en la EPBL.

## Estadísticas de su carrera en la NBA

### Temporada regular
| Temporada | Edad | Equipo                | Liga | P   | TIT | MIN  | TC  | TCA  | %TC  | TL  | TLA | %TL  | REB | ASIS | FP  | PTS  |
| 1957-58   | 25   | New York Knicks       | NBA  | 72  |     | 23.1 | 4.4 | 11.6 | .379 | 2.3 | 3.6 | .642 | 6.4 | 1.0  | 3.2 | 11.1 |
| 1958-59   | 26   | TOTAL                 | NBA  | 67  |     | 12.6 | 1.9 | 6.1  | .318 | 1.2 | 2.1 | .565 | 3.6 | 1.0  | 2.4 | 5.0  |
| 1958-59   | 26   | New York Knicks       | NBA  | 44  |     | 13.8 | 2.2 | 7.0  | .312 | 1.3 | 2.2 | .582 | 4.3 | 1.0  | 2.6 | 5.7  |
| 1958-59   | 26   | Philadelphia Warriors | NBA  | 23  |     | 10.2 | 1.4 | 4.3  | .337 | 0.9 | 1.7 | .525 | 2.5 | 1.0  | 1.9 | 3.8  |
| 1959-60   | 27   | Philadelphia Warriors | NBA  | 11  |     | 7.3  | 1.3 | 4.1  | .311 | 0.2 | 0.7 | .250 | 2.1 | 0.5  | 1.8 | 2.7  |
| Total     |      |                       | NBA  | 150 |     | 17.2 | 3.1 | 8.6  | .358 | 1.6 | 2.7 | .608 | 4.9 | 0.9  | 2.7 | 7.8  |